# Thayir saatham
Il thayir saatham ((TA)  தயிர் சாதம் ˈtaːjir ˈsaˑatam), chiamato anche curd rice ("riso con cagliata") in inglese, è un tipico piatto di origine indiana. La parola in lingua tamil saatham (cagliata) è utilizzata per indicare un tipo di yogurt liquido, non zuccherato e leggermente acido. Il piatto è molto popolare negli stati indiani di Karnataka, Kerala, l'Andhra Pradesh e nel Tamil Nadu.

## Preparazione
Alla base del piatto vi sono il riso e lo yogurt con cui viene miscelato. Il riso viene bollito fino a renderlo quasi una pasta insaporita poi con peperoncini verdi tritati finemente, zenzero, foglie di curry talvolta mischiate a tadka e fagioli indiani, semi di senape, semi di cumino e assa fetida. Infine vengono aggiunti il latte, lo yogurt.
Data l'origine "povera" del piatto, alcune varianti utilizzano gli avanzi di riso di altri piatti indiani, mescolati poi con yogurt, sale e latte (che ha la funzione di attenuare l'acidità dello yogurt) guarnito poi con fagioli indiani fritti, semi di senape, peperoncini verdi e coriandolo tritato.

## Consumo
La cagliata di riso viene spesso servita come contorno, in accompagnamento ai sottaceti indiani come mango e lime. Nel sud dell'India viene consumato alla fine dei pasti principali, al fine di attenuare il forte bruciore causato dai piccanti piatti indiani.